# يوحنا الثاني كومنينوس
يوحنا الثاني كومنينوس إمبراطور بيزنطي وُلد في سبتمبر 1087م ومات في سنة 1143م واعتلى عرش الإمبراطورية في الفترة الممتدة من 1118م إلى 1143م. وكان الابن الأكبر لأليكسيوس الأول كومنينوس.
حاولت أخته الأكبر آنّا كومنينا الاستيلاء على العرش مع زوجها «نيكيبوروس» بعد وفاة والدهما الإمبراطور أليكسيوس الأول كومنينوس، إلا أن المؤامرة انكشفت ونُفيت أخته في دير عاشت فيه حتى وفاتها عام 1153م.
كرّس يوحنا الثاني كومنينوس جهود الإمبراطورية البيزنطية للتعافي من هزيمتها في معركة ملاذكرد ضد الأتراك السلاجقة، وحقق العديد من الإنجازات العسكرية ضد السلاجقة وفي البلقان، ورسّخ السلطة البيزنطية في الإمارات الصليبية الناشئة مثل كونتية الرها وإمارة أنطاكية ونجح في استعادة بعضاً من سمعة الإمبراطورية البيزنطية. اختار ابنه مانويل لخلافته وفقاً لنبوءة تدّعي بأن خليفته يجب أن يبدأ اسمه بحرف الميم.